# Poiana cu narcise Tomnatec - Sehleanu
Poiana cu narcise Tomnatec - Sehleanu este o arie protejată de interes național ce corespunde categoriei a IV-a IUCN (rezervație naturală de tip floristic, faunistic și peisagistic), situată în județul Maramureș, pe teritoriul administrativ al comunei Repedea.

## Localizare
Aria naturală se află în extremitatea nord-estică a județului Maramureș (în Munții Maramureșului), în partea nord-vestică a satului Repedea și este înclusă în Parcul Natural Munții Maramureșului.

## Descriere
Rezervația naturală a fost declarată arie protejată prin Legea Nr. 5 din 6 martie 2000 publicată în Monitorul Oficial al României Nr. 152 din 12 aprilie 2000 (privind aprobarea planului de amenajare a teritoriului național - Secțiunea a III-a -  arii protejate) și se întinde pe o suprafață de 100 de hectare.

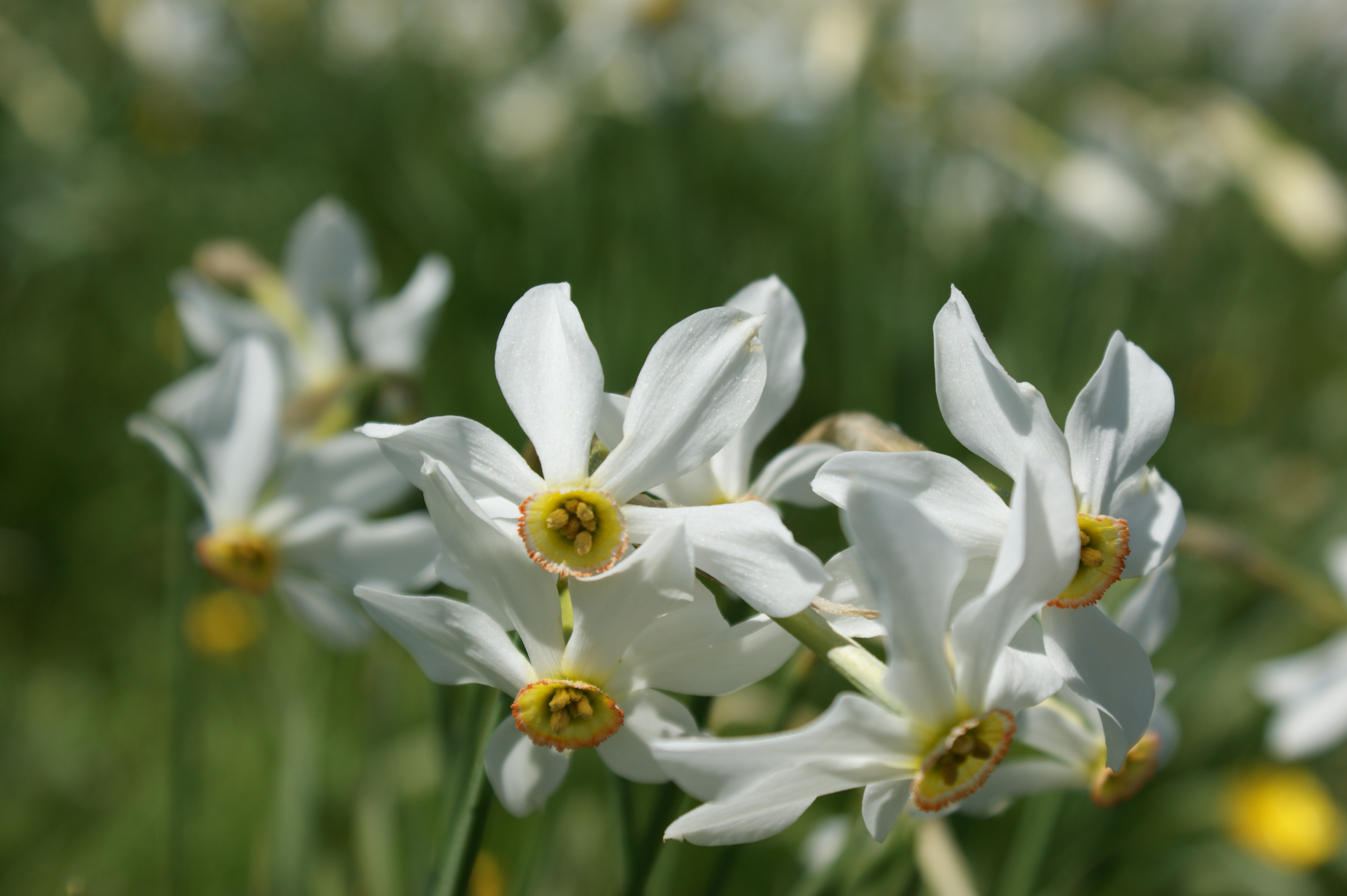
Narcisă (ssp. Narcissus radiiflorus)

Aria protejată reprezintă o poiană (gol alpin în sudul Vârfului Tomnatec - 1.618 m, la obârșia văii omonime) acoperită cu o mare diversitate floristică, unde vegeteză într-o arie compactă o  narcisă din specia Narcissus radiiflorus, în asocire cu specii de gențiană (Gentiana clusii) și degetăruț (Soldanella hungarica). 
Fauna este una caracteristică zonelor înalte ale Carpaților Orientali, alcătuită din mamifere, păsări și insecte, cu specii de  cerb (Cervus elaphus), mistreț (Sus scrofa), căprioară (Capreolus capreolus), urs brun (Ursus arctos), corb, (Corvus corax), uliu păsărar (Accipiter nisus), ieruncă (Tetrasts bonasia), acvilă-țipătoare-mică (Aquila pomarina), mierlă de apă (Cinclus cinclus), mierlă (Turdus merula), codobatură (Motacilla alba), fluierar-de-munte (Tringa hypoleucos), codobatură-de-munte (Motacilla cinerea), ciocănitoare-de-munte (Pycoides tridactylus).

## Atracții turistice
În vecinătatea rezervației naturale se află mai multe obiective de interes turistic (lăcașuri de cult, monumente istorice, arii protejate, zone naturale), astfel:

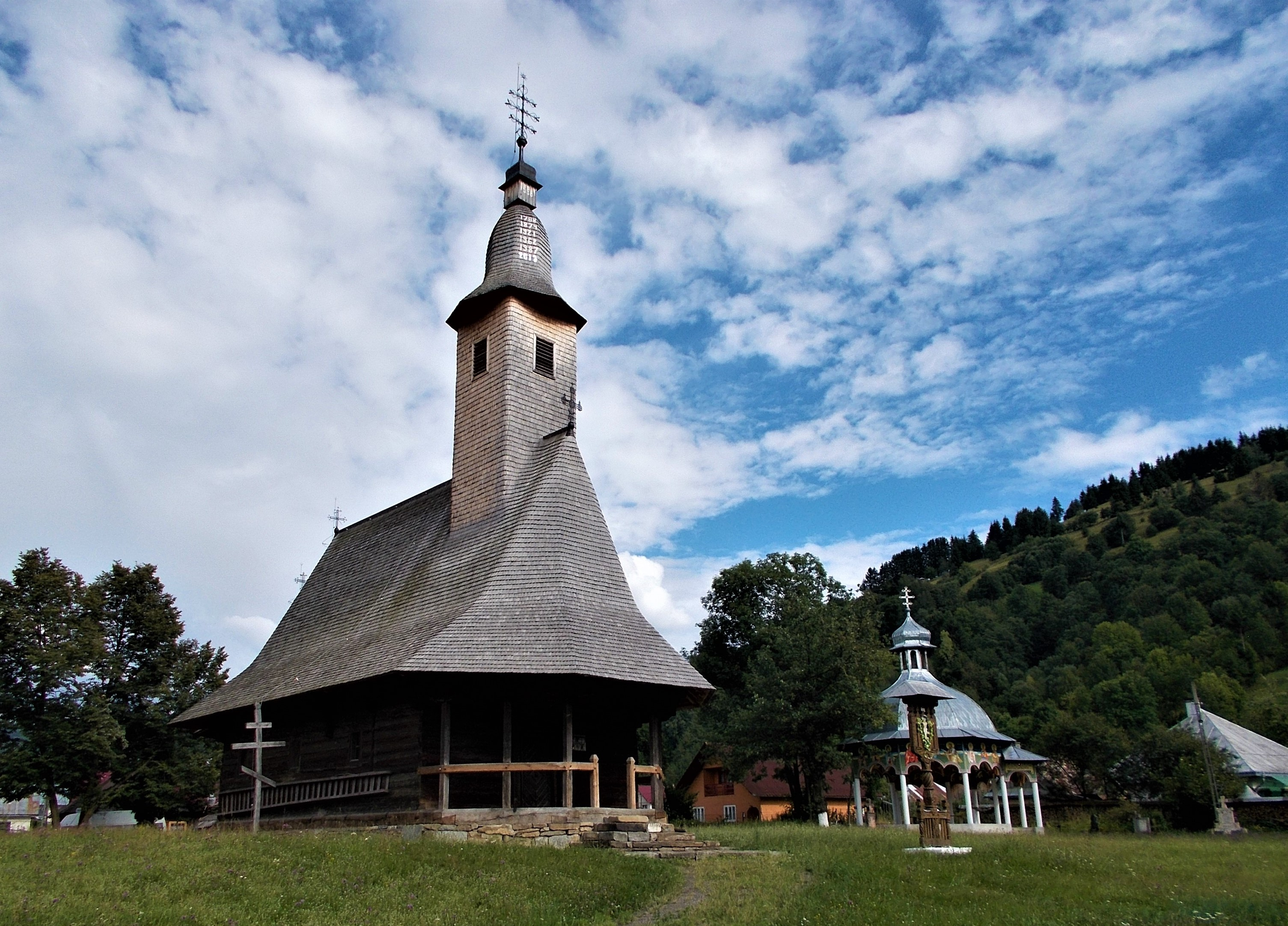
Biserica de lemn din Poienile de sub Munte

- Biserica de lemn ucraineană din Poienile de sub Munte, comuna Poienile de sub Munte. Biserica (aflată pe lista monumentelor istorice din România[7]) a fost construită în anul 1798 și poartă hramul „Înălțarea Domnului”
- Biserica ortodoxă ucraineană (construcție 1901) din satul Repedea
- Parcul Natural Munții Maramureșului
- Vârful Farcău - Lacul Vinderelu - Vârful Mihăilecu, rezervație naturală (de tip geologic, florisic și peisagistic) ce adăpostește rarități floristice cu specii de: afin vânăt, floare de colț, bumbăcăriță sau vulturică[8].
- Râul Repedea
- Valea Ruscovei